# 雅致木槿
雅致木槿（学名：Hibiscus syriacus f. elegantissimus）为锦葵科木槿属木槿下的一个变型。分布于中国大陆的湖南、河北、江西等地，目前尚未由人工引种栽培。 

## 扩展阅读
- 維基物種上的相關：雅致木槿